# Liste der olympischen Medaillengewinner aus Nigeria
Das Nigeria Olympic Committee wurde 1951 gegründet und im selben Jahr vom Internationalen Olympischen Komitee aufgenommen.

## Medaillenbilanz
Bislang konnten 99 Sportler aus Nigeria 27 olympische Medaillen erringen (3 × Gold, 11 × Silber und 13 × Bronze).
| Nigeria bei den Olympischen Sommerspielen                                         | Nigeria bei den Olympischen Sommerspielen | Nigeria bei den Olympischen Sommerspielen | Nigeria bei den Olympischen Sommerspielen | Nigeria bei den Olympischen Sommerspielen | Nigeria bei den Olympischen Sommerspielen |      | Nigeria bei den Olympischen Winterspielen | Nigeria bei den Olympischen Winterspielen | Nigeria bei den Olympischen Winterspielen | Nigeria bei den Olympischen Winterspielen | Nigeria bei den Olympischen Winterspielen | Nigeria bei den Olympischen Winterspielen |
| Jahr                                                                              | Gold                                      | Silber                                    | Bronze                                    | Gesamt                                    | Rang                                      | Jahr | Gold                                      | Silber                                    | Bronze                                    | Gesamt                                    | Rang                                      |                                           |
| 1952                                                                              | 0                                         | 0                                         | 0                                         | 0                                         |                                           |      | 1952                                      | –                                         | –                                         | –                                         | –                                         | –                                         |
| 1956                                                                              | 0                                         | 0                                         | 0                                         | 0                                         |                                           |      | 1956                                      | –                                         | –                                         | –                                         | –                                         | –                                         |
| 1960                                                                              | 0                                         | 0                                         | 0                                         | 0                                         |                                           |      | 1960                                      | –                                         | –                                         | –                                         | –                                         | –                                         |
| 1964                                                                              | 0                                         | 0                                         | 1                                         | 1                                         | 35                                        |      | 1964                                      | –                                         | –                                         | –                                         | –                                         | –                                         |
| 1968                                                                              | 0                                         | 0                                         | 0                                         | 0                                         |                                           |      | 1968                                      | –                                         | –                                         | –                                         | –                                         | –                                         |
| 1972                                                                              | 0                                         | 0                                         | 1                                         | 1                                         | 43                                        |      | 1972                                      | –                                         | –                                         | –                                         | –                                         | –                                         |
| 1976                                                                              | –                                         | –                                         | –                                         | –                                         | –                                         |      | 1976                                      | –                                         | –                                         | –                                         | –                                         | –                                         |
| 1980                                                                              | 0                                         | 0                                         | 0                                         | 0                                         |                                           |      | 1980                                      | –                                         | –                                         | –                                         | –                                         | –                                         |
| 1984                                                                              | 0                                         | 1                                         | 1                                         | 2                                         | 30                                        |      | 1984                                      | –                                         | –                                         | –                                         | –                                         | –                                         |
| 1988                                                                              | 0                                         | 0                                         | 0                                         | 0                                         |                                           |      | 1988                                      | –                                         | –                                         | –                                         | –                                         | –                                         |
| 1992                                                                              | 0                                         | 3                                         | 1                                         | 4                                         | 38                                        |      | 1992                                      | –                                         | –                                         | –                                         | –                                         | –                                         |
| 1996                                                                              | 2                                         | 1                                         | 3                                         | 6                                         | 32                                        |      | 1994                                      | –                                         | –                                         | –                                         | –                                         | –                                         |
| 2000                                                                              | 1                                         | 2                                         | 0                                         | 3                                         | 54                                        |      | 1998                                      | –                                         | –                                         | –                                         | –                                         | –                                         |
| 2004                                                                              | 0                                         | 0                                         | 2                                         | 2                                         | 68                                        |      | 2002                                      | –                                         | –                                         | –                                         | –                                         | –                                         |
| 2008                                                                              | 0                                         | 3                                         | 2                                         | 5                                         | 61                                        |      | 2006                                      | –                                         | –                                         | –                                         | –                                         | –                                         |
| 2012                                                                              | 0                                         | 0                                         | 0                                         | 0                                         |                                           |      | 2010                                      | –                                         | –                                         | –                                         | –                                         | –                                         |
| 2016                                                                              | 0                                         | 0                                         | 1                                         | 1                                         | 78                                        |      | 2014                                      | –                                         | –                                         | –                                         | –                                         | –                                         |
| 2020                                                                              | 0                                         | 1                                         | 1                                         | 2                                         | 74                                        |      | 2018                                      | 0                                         | 0                                         | 0                                         | 0                                         |                                           |
| 2024                                                                              | 0                                         | 0                                         | 0                                         | 0                                         |                                           |      | 2022                                      | 0                                         | 0                                         | 0                                         | 0                                         |                                           |
| Gesamt                                                                            | 3                                         | 11                                        | 13                                        | 27                                        |                                           |      | Gesamt                                    | 0                                         | 0                                         | 0                                         | 0                                         |                                           |
| \| \| Gold \| Silber \| Bronze \| Gesamt \| \| Ges. S+W \| 3 \| 11 \| 13 \| 27 \| |                                           |                                           |                                           |                                           |                                           |      |                                           |                                           |                                           |                                           |                                           |                                           |
|                                                                                   | Gold                                      | Silber                                    | Bronze                                    | Gesamt                                    |                                           |      |                                           |                                           |                                           |                                           |                                           |                                           |
| Ges. S+W                                                                          | 3                                         | 11                                        | 13                                        | 27                                        |                                           |      |                                           |                                           |                                           |                                           |                                           |                                           |

## Medaillengewinner
- Olapade Adeniken – Leichtathletik (0-1-0)
Barcelona 1992: Silber, 4-mal-100-Meter-Staffel, Männer
- Olabisi Afolabi – Leichtathletik (0-1-0)
Atlanta 1996: Silber, 4-mal-400-Meter-Staffel, Frauen
- Junior Ajayi – Fußball (0-0-1)
Rio de Janeiro 2016: Bronze, Männer
- Chioma Ajunwa – Leichtathletik (1-0-0)
Atlanta 1996: Gold, Weitsprung, Frauen
- Daniel Akpeyi – Fußball (0-0-1)
Rio de Janeiro 2016: Bronze, Männer
- Deji Aliu – Leichtathletik (0-0-1)
Athen 2004: Bronze, 4-mal-100-Meter-Staffel, Männer
- Glory Alozie – Leichtathletik (0-1-0)
Sydney 2000: Silber, 100 Meter Hürden, Frauen
- Daniel Amokachi – Fußball (1-0-0)
Atlanta 1996: Gold, Männer
- Emmanuel Amunike – Fußball (1-0-0)
Atlanta 1996: Gold, Männer
- Stanley Amuzie – Fußball (0-0-1)
Rio de Janeiro 2016: Bronze, Männer
- Musa Audu – Leichtathletik (0-0-1)
Athen 2004: Bronze, 4-mal-400-Meter-Staffel, Männer
- Tijani Babangida – Fußball (1-0-0)
Atlanta 1996: Gold, Männer
- Celestine Babayaro – Fußball (1-0-0)
Atlanta 1996: Gold, Männer
- Emmanuel Babayaro – Fußball (1-0-0)
Atlanta 1996: Gold, Männer
- Sunday Bada – Leichtathletik (1-0-0)
Sydney 2000: Gold, 4-mal-400-Meter-Staffel, Männer
- Ese Brume – Leichtathletik (0-0-1)
Tokio 2020: Bronze, Weitsprung Frauen
- Clement Chukwu – Leichtathletik (1-0-0)
Sydney 2000: Gold, 4-mal-400-Meter-Staffel, Männer
- Chika Chukwumerije – Taekwondo (0-1-1)
Peking 2008: Bronze, über 80 kg, Männer
- Emmanuel Daniel – Fußball (0-0-1)
Rio de Janeiro 2016: Bronze, Männer
- Duncan Dokiwari – Boxen (0-0-1)
Atlanta 1996: Bronze, Superschwergewicht (über 91 kg), Männer
- Joseph Dosu – Fußball (1-0-0)
Atlanta 1996: Gold, Männer
- Aaron Egbele – Leichtathletik (0-0-1)
Athen 2004: Bronze, 4-mal-100-Meter-Staffel, Männer
- Innocent Egbunike – Leichtathletik (0-0-1)
Los Angeles 1984: Bronze, 4-mal-400-Meter-Staffel, Männer
- Uchenna Emedolu – Leichtathletik (0-0-1)
Athen 2004: Bronze, 4-mal-100-Meter-Staffel, Männer
- Saturday Erimuya – Fußball (0-0-1)
Rio de Janeiro 2016: Bronze, Männer
- Oghenekaro Etebo – Fußball (0-0-1)
Rio de Janeiro 2016: Bronze, Männer
- Imoh Ezekiel – Fußball (0-0-1)
Rio de Janeiro 2016: Bronze, Männer
- Davidson Ezinwa – Leichtathletik (0-1-0)
Barcelona 1992: Silber, 4-mal-100-Meter-Staffel, Männer
- Olusoji Fasuba – Leichtathletik (0-0-1)
Athen 2004: Bronze, 4-mal-100-Meter-Staffel, Männer
- Teslim Fatusi – Fußball (1-0-0)
Atlanta 1996: Gold, Männer
- James Godday – Leichtathletik (0-0-1)
Athen 2004: Bronze, 4-mal-400-Meter-Staffel, Männer
- Faith Idehen – Leichtathletik (0-0-1)
Barcelona 1992: Bronze, 4-mal-100-Meter-Staffel, Frauen
- Ene Franca Idoko – Leichtathletik (0-1-0)
Peking 2008: Silber, 4-mal-400-Meter-Staffel, Frauen
- Richard Igbineghu – Boxen (0-1-0)
Barcelona 1992: Silber, Superschwergewicht (über 91 kg), Männer
- Isaac Ikhouria – Boxen (0-0-1)
München 1972: Bronze, Halbschwergewicht (bis 71 kg), Männer
- Victor Ikpeba – Fußball (1-0-0)
Atlanta 1996: Gold, Männer
- Chidi Imoh – Leichtathletik (0-1-0)
Barcelona 1992: Silber, 4-mal-100-Meter-Staffel, Männer
- Halimat Ismaila – Leichtathletik (0-1-0)
Peking 2008: Silber, 4-mal-400-Meter-Staffel, Frauen
- David Izonritei – Boxen (0-1-0)
Barcelona 1992: Silber, Schwergewicht (bis 91 kg), Männer
- Nwankwo Kanu – Fußball (1-0-0)
Atlanta 1996: Gold, Männer
- Oluyemi Kayode – Leichtathletik (0-1-0)
Barcelona 1992: Silber, 4-mal-100-Meter-Staffel, Männer
- Gloria Kemasuode – Leichtathletik (0-1-0)
Peking 2008: Silber, 4-mal-400-Meter-Staffel, Frauen
- Peter Konyegwachie – Boxen (0-1-0)
Los Angeles 1984: Silber, Federgewicht (bis 57 kg), Männer
- Garba Lawal – Fußball (1-0-0)
Atlanta 1996: Gold, Männer
- Kingsley Madu – Fußball (0-0-1)
Rio de Janeiro 2016: Bronze, Männer
- Nojim Maiyegun – Boxen (0-0-1)
Tokio 1964: Bronze, Halbmittelgewicht (bis 71 kg), Männer
- John Obi Mikel – Fußball (0-0-1)
Rio de Janeiro 2016: Bronze, Männer
- Jude Monye – Leichtathletik (1-0-0)
Sydney 2000: Gold, 4-mal-400-Meter-Staffel, Männer
- Abiodun Obafemi – Fußball (1-0-0)
Atlanta 1996: Gold, Männer
- Blessing Oborududu – Ringen (0-1-0)
Tokio 2020: Silber, Freistil Halbschwergewicht (bis 68 kg), Frauen
- Mobi Oparaku – Fußball (1-0-0)
Atlanta 1996: Gold, Männer
- Kingsley Obiekwu – Fußball (1-0-0)
Atlanta 1996: Gold, Männer
- Ruth Ogbeifo – Gewichtheben (0-1-0)
Sydney 2000: Silber, bis 75 kg, Frauen
- Falilat Ogunkoya – Leichtathletik (0-1-1)
Atlanta 1996: Bronze, 400 Meter, Frauen
Atlanta 1996: Silber, 4-mal-400-Meter-Staffel, Frauen
- Blessing Okagbare  – Leichtathletik (0-1-0)
Peking 2008: Silber, Weitsprung, Frauen
- Azubuike Okechukwu – Fußball (0-0-1)
Rio de Janeiro 2016: Bronze, Männer
- Uche Okechukwu – Fußball (1-0-0)
Atlanta 1996: Gold, Männer
- Augustine Okocha – Fußball (1-0-0)
Atlanta 1996: Gold, Männer
- Sunday Oliseh – Fußball (1-0-0)
Atlanta 1996: Gold, Männer
- Mary Onyali-Omagbemi – Leichtathletik (0-0-2)
Barcelona 1992: Bronze, 4-mal-100-Meter-Staffel, Frauen
Atlanta 1996: Bronze, 200 Meter, Frauen
- Charity Opara – Leichtathletik (0-1-0)
Atlanta 1996: Silber, 4-mal-400-Meter-Staffel, Frauen
- Christy Opara-Thompson – Leichtathletik (0-0-1)
Barcelona 1992: Bronze, 4-mal-100-Meter-Staffel, Frauen
- Wilson Oruma – Fußball (1-0-0)
Atlanta 1996: Gold, Männer
- Oludamola Osayomi – Leichtathletik (0-1-0)
Peking 2008: Silber, 4-mal-100-Meter-Staffel, Frauen
- Rotimi Peters – Leichtathletik (0-0-1)
Los Angeles 1984: Bronze, 4-mal-400-Meter-Staffel, Männer
- Saliu Popoola – Fußball (0-0-1)
Rio de Janeiro 2016: Bronze, Männer
- Abdullahi Shehu – Fußball (0-0-1)
Rio de Janeiro 2016: Bronze, Männer
- Seth Sincere – Fußball (0-0-1)
Rio de Janeiro 2016: Bronze, Männer
- William Troost-Ekong – Fußball (0-0-1)
Rio de Janeiro 2016: Bronze, Männer
- Ndifreke Udo – Fußball (0-0-1)
Rio de Janeiro 2016: Bronze, Männer
- Enefiok Udo-Obong – Leichtathletik (1-0-1)
Sydney 2000: Gold, 4-mal-400-Meter-Staffel, Männer
Athen 2004: Bronze, 4-mal-400-Meter-Staffel, Männer
- Moses Ugbisie – Leichtathletik (0-0-1)
Los Angeles 1984: Bronze, 4-mal-400-Meter-Staffel, Männer
- Aminu Umar – Fußball (0-0-1)
Rio de Janeiro 2016: Bronze, Männer
- Sadiq Umar – Fußball (0-0-1)
Rio de Janeiro 2016: Bronze, Männer
- Mariam Usman – Gewichtheben (0-0-1)
Peking 2008: Bronze, über 75 kg, Frauen
- Muhammed Usman – Fußball (0-0-1)
Rio de Janeiro 2016: Bronze, Männer
- Sunday Uti – Leichtathletik (0-0-1)
Los Angeles 1984: Bronze, 4-mal-400-Meter-Staffel, Männer
- Beatrice Utondu – Leichtathletik (0-0-1)
Barcelona 1992: Bronze, 4-mal-100-Meter-Staffel, Frauen
- Saul Weigopwa – Leichtathletik (0-0-1)
Athen 2004: Bronze, 4-mal-400-Meter-Staffel, Männer
- Taribo West – Fußball (1-0-0)
Atlanta 1996: Gold, Männer
- Fatima Yusuf – Leichtathletik (0-1-0)
Atlanta 1996: Silber, 4-mal-400-Meter-Staffel, Frauen